# 北京人艺实验剧场
北京人艺实验剧场，位於北京市东城区王府井大街22号首都剧场三层，为北京人民艺术剧院拥有并使用。

## 简介
2002年12月，北京人艺实验剧场竣工。2003年3月正式启用。该剧场的所在处过去是北京人艺宴会厅，多年前曾对外出租，20世纪末至21世纪初的几年中闲置。经过改建，这里成为可容纳200多人的北京人艺实验剧场。该剧场建成时，还设有茶座、咖啡厅、戏剧沙龙等。